# Luis Francisco Herrero-Tejedor Algar
Luis Francisco Herrero-Tejedor Algar (Castelló de la Plana, 4 d'octubre de 1955) és un periodista espanyol, que va ser eurodiputat pel Partit Popular. Actualment és el presentador i director d'"En casa de Herrero", programa de ràdio que s'emet en la cadena EsRadio de 16:00 a 19:00 hores, de dilluns a divendres.
Luis Herrero és fill de Fernando Herrero Tejedor, fiscal de Castelló i polític del franquisme, que va arribar el 1975 a la Secretaria General del Movimiento, just abans de la seva mort en un estrany accident de trànsit. Pertany a una família nombrosa de sis germans, entre ells Fernando Herrero-Tejedor, jurista, Fiscal de Sala del Militar del Tribunal Suprem. Nascut Luis Francisco Herrero Algar, va canviar el seu cognom a Herrero-Tejedor el 1975. Està casat i és pare de cinc fills.

## Trajectòria periodística
El 1978 va concloure els seus estudis de Periodisme en la Universitat de Navarra, on va ser company d'Antonio Herrero. Després de començar la seva marxa en els periòdics Arriba, Mediterráneo i en la Hoja del Lunes, el 1982 ingressa a Antena 3 Radio com a redactor cap i posteriorment sotsdirector d'informatius.
Amb l'arribada de les televisions privades a Espanya, la seva imatge es va fer popular en ser un dels primers presentadors de l'informatiu Antena 3 Noticias. En aquesta mateixa època, presenta el programa de debat Los tres de Antena 3, al costat de José María Carrascal i Fernando González Urbaneja. El 1992, abandona al costat d'altres periodistes el Grup Antena 3 per disconformitat amb el canvi empresarial produït i comença la seva marxa en la cadena de ràdio COPE presentant el programa nocturn La linterna. El programa es troba a mig camí entre l'informatiu i el debat, en uns anys en què es generalitza el format de les tertúlies polítiques. El fet de precedir al programa esportiu de José María García li serveix d'ajuda per aconseguir bons nivells d'audiència.

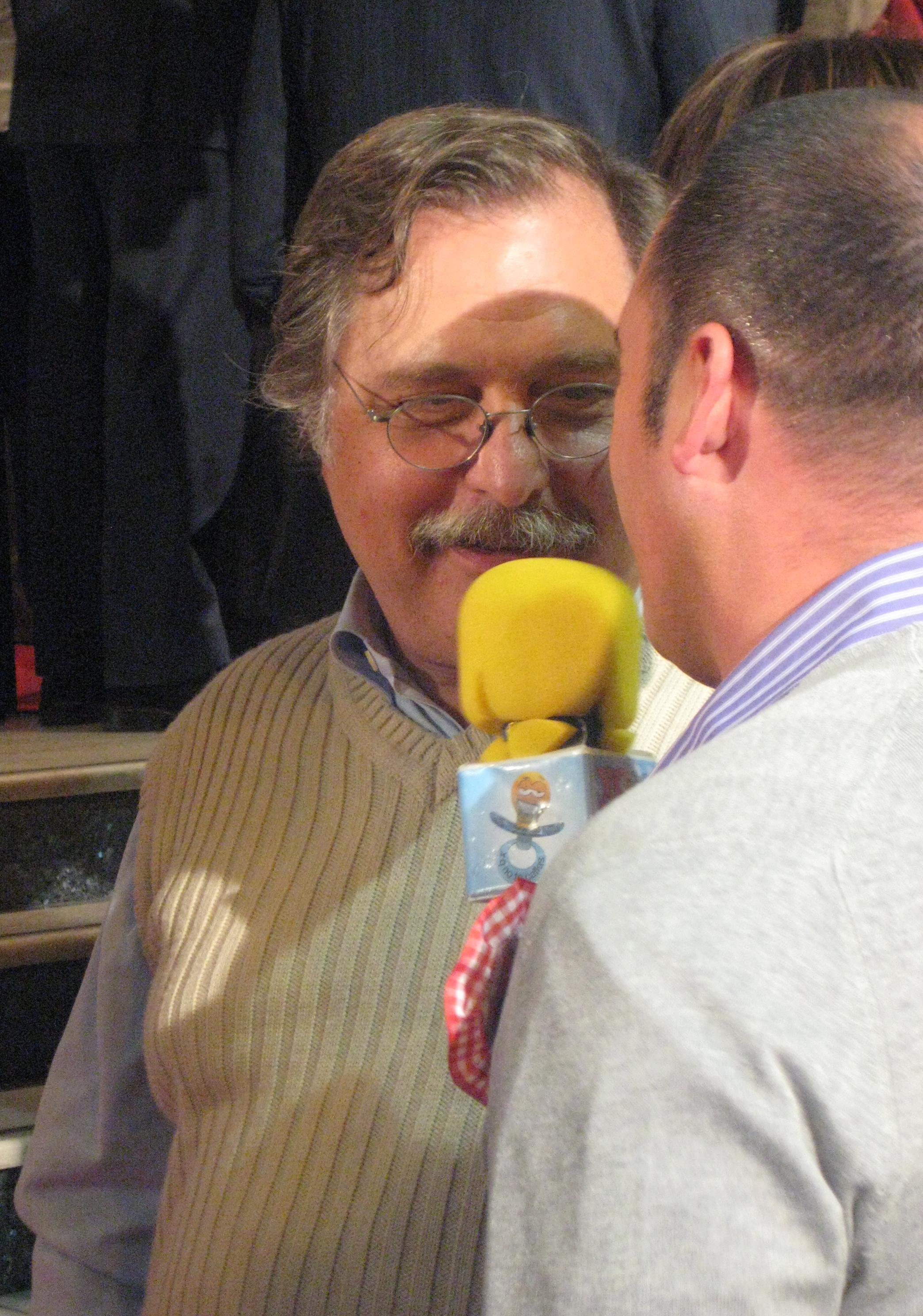
El setembre de 2008.

Després de la mort en accident d'Antonio Herrero el 1998 es va fer càrrec del seu programa matinal la Mañana. El 2003 va abandonar el treball diari a la COPE, sent substituït per Federico Jiménez Losantos. Des de llavors segueix realitzant col·laboracions en les tertúlies polítiques i presenta el programa sobre cinema Cowboys de medianoche al costat de José Luis Garci, Eduardo Torres-Dulce i Ana Bermejillo.
En el capítol de televisió també ha realitzat col·laboracions a Telecinco i entre 2003 i 2004 va presentar a Televisió Espanyola El Debate de la 2 que dirigia Alfredo Urdaci. Així mateix, i després de ser escollit eurodiputat, va col·laborar assíduament durant 2005 en la tertúlia política de Cada día, el programa que María Teresa Campos dirigia a Antena 3.
Al setembre de 2007 Herrero va publicar un assaig titulat Los que le llamábamos Adolfo, dedicat a la trajectòria política i humana d'Adolfo Suárez, en el 75è aniversari de l'ex president del govern espanyol.
El juny de 2009 Federico Jiménez Losantos i César Vidal anuncien la seva sortida de COPE i Luis Herrero presenta al costat d'ells el projecte esRadio, nova emissora on treballaran els tres a partir de setembre i en la qual conduirà el programa de les tardes.
Des de setembre de 2010 col·labora al programa La vuelta al mundo, de Veo 7.
El gener de 2011 s'uneix a la cadena d'Intereconomía per donar un repàs a l'actualitat sociopolítica.

## Trajectòria política
Animat pel seu amic Jaime Mayor Oreja, el 2004 es presenta a les eleccions al Parlament Europeu en les llistes del PP, passant a integrar-se en el grup del Partit Popular Europeu - Demòcrates Europeus. El febrer de 2009 Luis Herrero es converteix en notícia per la seva precipitada expulsió de Veneçuela després d'unes declaracions en televisió en les jornades prèvies al referèndum convocat pel govern d'Hugo Chávez. En finalitzar el mandat del parlament, el 2009, abandona la política i reprèn el periodisme com a activitat principal.

## Aficions
Jugador de pàdel, va coincidir sovint amb José María Aznar. Seguidor del Reial Madrid de futbol i apassionat del cinema i la bona literatura.